# Nani Lehnhausen
Nani Daphne (Nani) Lehnhausen (Amsterdam, 11 januari 1975) is een actrice, die vooral bekend is door haar rol als Toet Flodder in de film Flodder uit 1986. Zij heeft één dochter, samen met Jimmy Geduld (bekend uit Goede tijden, slechte tijden) met wie ze tussen maart en juni 2000 getrouwd is geweest.

## Filmografie
- Flodder (1986) - Toet Flodder